# Michael William Balfe
Michael William Balfe   (Dublín, 15 de maig de 1808 - Hertfordshire i Rowney Abbey, 20 d'octubre de 1870) fou un baríton i compositor irlandès.

## Biografia
Dotat de grans aptituds per la música, als cinc anys ja tocava el violí i als set compongué una polca per a orquestra. Als deu anys ja donava concerts com a violinista. Alguns anys més tard es traslladà a Itàlia, on simultaniejà els estudis de composició i cant, marxant després a París.
Després d'haver cantat amb èxit en alguns teatres de França i Itàlia, fixà llur residència a Londres (1833), i es pot dir que llavors començà la seva carrera de compositor i, de tant en tant, prenia part en la representació de les seves pròpies obres. Des de llavors el nom de Balfe fou molt popular, no solament a Anglaterra sinó també a tot Europa. Les seves òperes varen recórrer triomfalment els principals escenaris d'Anglaterra, França, Rússia, Itàlia, etc., proporcionant al seu autor honors i riqueses. No obstant això, de l'obra del compositor en resta gairebé res.

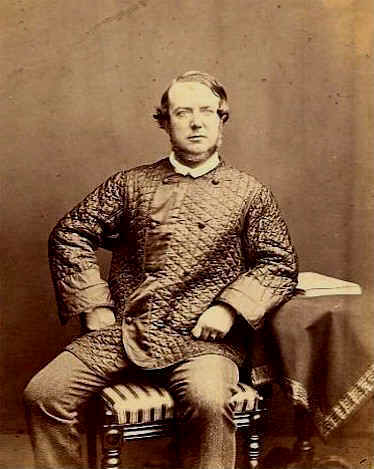
Balfe el 1860

En realitat no mancava d'organització musical, i sotmès a una severa disciplina hagués pogut ocupar un lloc honrós en la història de l'art. La seva música és inspirada, d'un estil fàcil i graciós, la instrumentació curosa i de correcta factura; però, li manca vida, vigor i sobretot el segell personal que caracteritza als grans artistes. Amb freqüència se'l podria confondre amb altres compositors, ja que a tots va imitar.
La seva filla Victoria fou una cantant de talent que es casà amb Joan Crampton, del que es divorcià per a casar-se després amb el duc de Frias.

## Obres principals
- Enrico quarto al passo della Marna (Milà, 1833)
- The siege of Rochelle (Londres, 1835)
- Catherine Grey (1837)
- Falstaff (1838)
- Keolanthe (1840)
- Le puits d'amour (París, 1843)
- The Bohemian Girl (Londres, 1843)
- Les quatre fils Aymon (París, 1844)
- L'Etoile de Séville (1845)
- Enchantress (1845) escrita expressament per a la soprano lleugera Anna Thillon.[1]
- The Bandman (Londres, 1846)
- The maid of honour (1847)
- Pittore e Duca (Triestre, 1856)
- The rose of Castile (Londres, 1857)
- Satanella (1858)
- Bianca (1860)
- The Puritan's Daughter (1861)
- The Armourer of Nantes (1863)
- Il Talismano (1874)